# 穆罕默德卡雷·阿貝爾加濟耶夫
穆罕默德卡雷·杜伊舍克耶維奇·阿貝爾加濟耶夫（發音：[mʊχamétqɑɫɯ́ɪ tʉɪɕekʰé‿uːɫʊ́ ɑβɯ́ɫʁazʲíjɪf]；1968年1月20日—），前吉爾吉斯斯坦總理；曾代理吉爾吉斯斯坦總理，以取代因參選10月總統選舉的前總理索隆拜·熱恩別科夫；他在代理此職務前曾出任第一副總理。